# Nicole Pasquier
Nicole Pasquier (ur. 19 listopada 1930 w Lyonie, zm. 9 października 1999 tamże) – francuska polityczka Partii Republikańskiej.

## Działalność polityczna
W okresie od 10 stycznia 1978 do 13 maja 1981 była sekretarzem stanu ds. zatrudnienia kobiet w drugim i trzecim rządzie Barre’a.